# 헨리 민츠버그

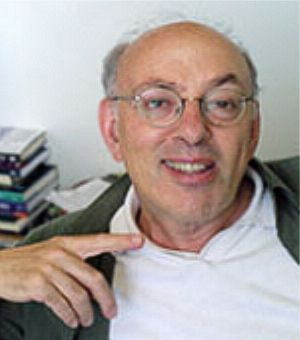

헨리 민츠버그(영어: Henry Mintzberg, 1939년 9월 2일 ~)는 캐나다 맥길대학교의 경영학과 교수로, 국제 경영학계에서 높은 평가를 받는 학자이다. 그는 61년 맥길대학교에서 학사 학위를, 68년 MIT에서 박사학위를 받은 후 지금까지 자신의 고향이기도 한 캐나다 몬트리올에 있는 맥길 대학교에서 50년동안 교수 생활을 해왔다. 민츠버그는 경영자, 기업 조직, 전략 경영, 경영 교육 등 기업 경영의 다양한 주제들을 탐구해 왔고, 무려 15권이 넘는 저서와 150편에 가까운 논문을 발표했다. 민츠버그는 주류 경영학계에서 주장했던 내용들을 때로는 정면으로 반박하면서 경영자들에게 완전히 새로운 관점을 제시하곤 했다. 이를테면 그는 합리성과 논리성으로 포장된 분석 중심의 사고를 경계하면서 경영자의 역할에서 '좌뇌와 우뇌의 조화'를 강조하였고, 조직의 5대 구성요소에 대해 밝혔다. 이 때문에 민츠버그의 연구 결과가 처음 발표된 당시에는 항상 논란이 있었지만, 세월이 흐른 후 그의 연구는 대부분 긍정적인 평가를 받고 있다.